# Champagne-Ardenne
Champagne-Ardenne är en före detta administrativ region i nordöstra Frankrike, som sedan 2016 är en del av regionen Grand Est. Den fick sitt namn dels efter den historiska provinsen Champagne, dels efter Ardennerna, som till en liten del hade införlivats i regionen. Huvuddelen utgjordes av provinsen Champagne som gett namn åt det mousserande vinet med samma namn. Regionhuvudstad var Châlons-en-Champagne, medan den största staden var Reims; Troyes var huvudstad i den historiska provinsen.

## Geografi
Champagne-Ardenne gränsade i norr mot Belgien, i öst mot regionen Lorraine, i sydöst mot Franche-Comté, i söder mot Bourgogne, och i väst mot Île-de-France och Picardie. Landskapet är varierat: i öster finns många skogar och kuperad terräng, och i väster bördiga högslättområden. Hjärtat av regionen utgörs av områdena runt floderna Seine, Aisne och Marne och dessas dalsänkor. Från Marne går bland annat Marne-Rhenkanalen.
Regionen omfattade departementen Aube, Ardennes, Haute-Marne och Marne. Viktiga städer är Châlons-en-Champagne, Troyes, Reims och Épernay. 
Der-Chantecoq i området är Europas största konstgjorda sjö.
Regionen är en av Frankrikes glesast befolkade, på grund av urbaniseringen som följt av industrialiseringen.

## Historia
Större delen av regionens historia sammanfaller med den historiska provinsen Champagne. Under medeltiden av det ett grevskap under Troyes, och hamnade 1284 under Frankrike.  
Champagne var tidigt en viktig europeisk handelsknut, med flera berömda marknader under senare medeltiden. Marknaderna i Champagne bildade från mitten av 1100-talet till början av 1300-talet medelpunkten för varuutbytet och penningrörelsen inom Europa och reglerade världshandeln. En viktig förklaring till detta var att vägen från Italien till England genomkorsade Champagne. Vägen dit från Medelhavet förmedlades genom Rhône och från väster genom Seine. Härtill kom det gynnsamma politiska läget. Champagne låg omedelbart vid gränsen till Tyska riket och stod i söder i förbindelse med utlandet genom landskapet Arles och i nordväst genom Övre Lothringen, landskap som var oberoende av Frankrike.
Sedan 1700-talet har området blivit känt för det mousserande vinet Champagne, som lär ha uppfunnits av benediktinmunken Pierre Pérignon.
Under första världskriget låg västfrontens skyttegravar i regionen.

## Ekonomi
61,4% av regionens yta odlas. Regionen är bland Frankrikes största producenter av vete, lök, ärtor, raps och alfalfa. 282,37 km² upptas av vinodling, företrädesvis i regionens västra delar. I Reims är metallurgin en viktig industri.
Turismen är omfattande, där framför allt vingårdar besöks och andra gastronomiska utflykter företas. I området finns också betydelsefulla historiska centrum som tilldrar sig turister.